# Josep Bover

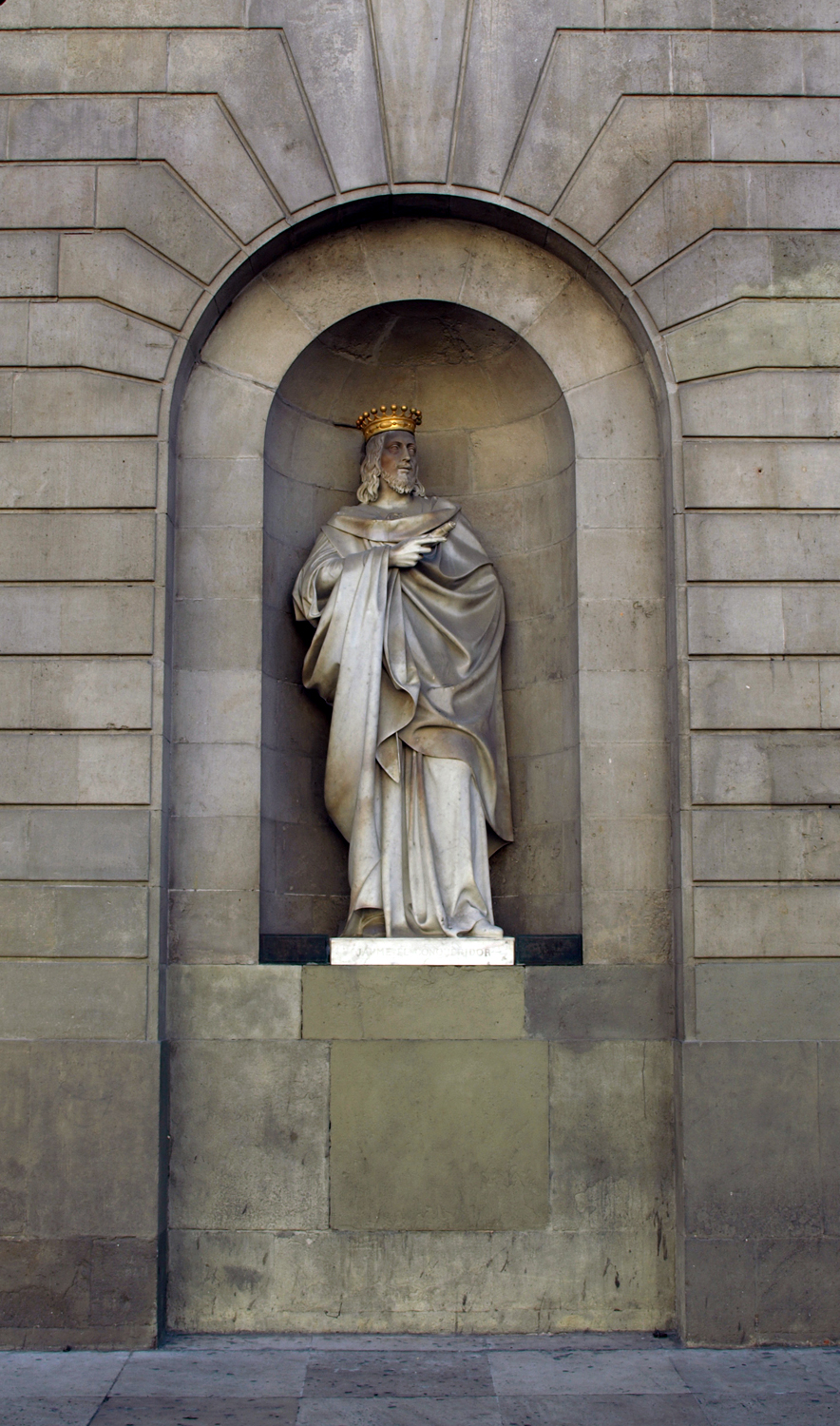
Escultura de Jaime I de Aragón ubicada en la fachada neoclásica de la Casa de la Ciudad de Barcelona

Josep Bover i Mas (Barcelona 1790? - Ibidem, 11 de agosto de 1866) fue un escultor español de estilo académico.

## Biografía
Pensionado por la Junta de Comercio de Barcelona, viajó a Roma en el año 1826, durante su estancia realizó una de sus esculturas más reconocidas: Gladiador herido, que la presentó en la Exposición Universal de Londres del año 1862.
Entre las obras ejecutadas en Barcelona están las esculturas de Jaime I de Aragón y Joan Fiveller para la fachada neoclásica de la Casa de la Ciudad de Barcelona en el año 1844, y para el edificio de Capitanía General se le encargaron en 1846 seis retratos de virreyes y capitanes junto con algunos relieves para decorar la fachada.
Pasó una temporada en Cádiz, donde montó un taller y realizó numerosos encargos como las imágenes de Santa Clara y San Fernando para la capilla de Santo Tomás de Villanueva de la catedral.
En el patio central de la catedral de San Pedro de Vich Bover tiene la obra del sepulcro de Jaime Balmes realizada el año 1865.
Desde 1850 fue académico de número de la Real Academia Catalana de Bellas Artes de San Jorge, institución que conserva cinco de sus esculturas: "Gladiador vencedor" (1825), "Gladiador herido" (1825), "Busto de la reina María Cristina" (1834), "Busto del rey Fernando VII" (1835) y "Alegoría de la Junta de Comercio" (entre 1838 y 1847).